# Crematogaster cerasi
Crematogaster cerasi is een mierensoort uit de onderfamilie van de Myrmicinae. De wetenschappelijke naam van de soort is voor het eerst geldig gepubliceerd in 1855 door Fitch.